# Garcia Sanxes I de Pamplona
Garcia Sanxes I de Pamplona, també anomenat Garcia III de Pamplona i II d'Aragó (919 - 970), fou rei de Pamplona i comte d'Aragó (925-970).

## Orígens familiars
Fill del rei Sanç I de Navarra i la reina Toda de Navarra, neta de Fortuny Garcés.

## Ascens al tron
A la mort de Sanç Garcés l'11 de desembre de 925, va ser reconegut com a rei de Pamplona amb sis anys sota la tutela del seu oncle Ximeno, que va assumir el govern del regne mentre va durar la minoria de Garcia. Aquesta va ser la primera vegada a la península ibèrica que es reconeixia el dret al tron d'un menor. No obstant això, a la mort del seu oncle el 931, un altre germà anomenat Ènnec va ocupar la regència, i probablement va intentar prendre el control del regne prescindint dels drets del seu nebot, però la crisi va ser breu i gràcies a les fructíferes gestions de Toda, mare de Garcia, així com la mediació personal del califa Abd-ar-Rahman III, la situació va ser controlada de nou i es va aconseguir restablir al rei al tron.
Finalment, l'antiga reina va exercir la regència de forma molt reeixida, demostrant excel·lents dots de comandament i la diplomàcia. A causa de la personalitat absorbent de la regent, arribada a la majoria d'edat Garcia Sanxes, el rei va continuar subordinat a la seva mare, però la seva intervenció constant en els assumptes d'estat van permetre que el regne de Pamplona esdevingués un dels estats cristians clau de la política peninsular, tant en la successió del regne de Lleó com en la lluita contra l'Islam.
Tres germanes de Garcia II Sanxes van casar-se amb reis de Lleó. Urraca de Pamplona amb Ramir II, Sança de Pamplona amb Ordoni II i Ònnega de Pamplona amb Alfons IV. Per aquesta raó els navarresos van intervenir en les guerres civils del Regne de Lleó. Al morir Ramir II, els navarresos van mediar, ajudant la reina Toda al seu net Sanç I de Lleó a ocupar el tron, i quan és expulsat pel seu altre net Ordoni IV el dolent, la reina mare intercedeix perquè Abderramà III ajudi a Sanç I a recuperar el tron.
El 939 va participar en la coalició formada per Ramir II de Lleó, el comte castellà Ferran González i tropes asturianes i gallegues que van obtenir una gran victòria sobre el cabdill musulmà a la batalla de Simancas. El 942, Garcia Sanxes I de Pamplona fou derrotat per l'exèrcit musulmà de Muhammad ibn Hashim al-Tugibí, que recuperà les penyes de Sen i Men, i novament, ara amb el suport de les tropes castellanes de Ferran González, derrotat el 5 d'abril a la batalla de Tudela.
El 961 va participar en les disputes entre el comtat de Castella i el comtat d'Aragó i va capturar Ferran González, però es va negar a entregar-lo als musulmans.

## Comtat d'Aragó
El seu casament amb Andregot Galindes, hereva legítima del comtat d'Aragó, va posar fi a les tensions entre el Regne de Navarra i el comtat aragonès. El pare de Garcia II Sanxes I va aprofitar la debilitat de Galí III d'Aragó per ocupar part del regne i després va ignorar els drets legítims d'Andregot.
Gràcies a aquest matrimoni es va produir la unió entre el comtat d'Aragó i el Regne de Navarra.

## Núpcies i descendents
En primeres núpcies es va casar el 925 amb Andregot Galindes, filla de Galí III d'Aragó. D'aquesta unió nasqué:
- l'infant Sanç II de Navarra (935-994), rei de Navarra i comte d'Aragó

En segones núpcies es casà vers el 943 amb Teresa de Lleó, filla de Ramir II de Lleó. D'aquesta unió nasqueren:
- l'infant Ramir de Viguera (? -981), primer rei de Viguera
- la infanta Urraca de Navarra (?-1041), casada vers el 960 amb el comte de Castella Ferran González i vers el 972 amb Guillem I de Gascunya
- Ximén, mort jove

Garcia II Sanxes I va morir el 22 de febrer de l'any 970 i fou succeït pel seu fill gran.